# Paul Leuquet
 (février 2014).
 (octobre 2023).
Si vous disposez d'ouvrages ou d'articles de référence ou si vous connaissez des sites web de qualité traitant du thème abordé ici, merci de compléter l'article en donnant les références utiles à sa vérifiabilité et en les liant à la section « Notes et références ».
Paul Leuquet, né le 29 novembre 1932 à Caudéran et mort le 10 octobre 2023 à Bordeaux, est un dessinateur, poète, peintre et graveur français.

## Biographie

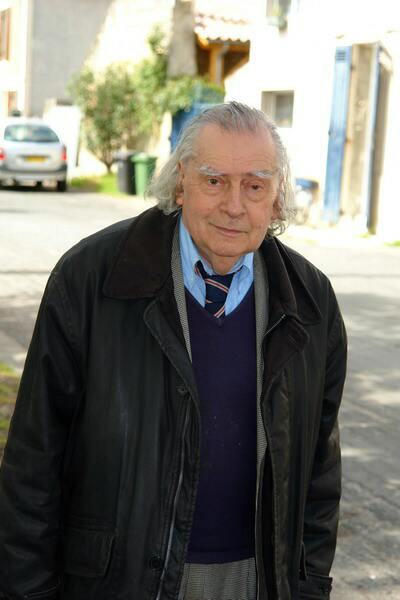
Paul Leuquet en 2006.

Paul Leuquet naît en 1932 à Caudéran d'un père comédien et d'une mère artiste.
Il étudie à l’École des beaux-arts de Bordeaux et expose pour la première fois en 1957, chez Monsieur Bonnet, expert en gravures.
En 1962, il publie  Joachim du Bellay, Divers Jeux rustiques, aux éditions Vialetay, comportant 17 burins originaux. En 1964 sort l'album Images de Bordeaux, comprenant 14 burins originaux, avec une préface de Jean-Gabriel Lemoine, conservateur des Musées. Suit, en 1969, la parution de l'ouvrage Images de la Nature : 18 burins et 18 textes originaux, préface de René Huyghe de l'Académie française, (professeur au Collège de France, conservateur en chef du Musée du Louvre).
Paul Leuquet reçoit en 1971 la Grande médaille d'or de l'Académie Nationale Arts, Sciences, Lettres de Bordeaux pour l'ensemble de son œuvre, peint, écrit, gravé. Il publie cette même année Paysages d'Aquitaine avec 14 burins. Il est membre fondateur du Cercle d'études et de culture françaises.
Une Exposition rétrospective « Paul Leuquet » se tient en 1982 au Salon de marbre du Grand Hôtel de Bordeaux. Une gravure et une aquarelle sont sélectionnées en 1984 par le Musée des beaux-arts de Bordeaux. Un portrait de Picasso accompagné d’un texte sont acquis par le musée Picasso d'Antibes.
Il rencontre Lucette Mouline en 1986. C’est aussi le début de l'expérience théâtrale.
En 1993, sort Le Voyage d'Ulysse, catalogue publié à l'initiative de Bernard Barthet et de Jean Cazès, au titre du mécénat du Crédit Foncier de France.
En 1995 paraît Monsieur Dubois ou les mémoires de mon Ombre, « roman » composé d'une centaine de fables, publié aux éditions Opales. Trois aciers (100 × 200 cm) acquis par la Ville de Bègles et installés sur les rives d'Arcins.
Autre ouvrage, en 1998 : Des pas et des chemins, publié à l'initiative du Conseil Régional d'Aquitaine comportant des reproductions de peintures, d'aquarelles, de gravures, de draps et d'aciers, et des textes de Didier de Periz, de Marion Charazac, de Michel Suffran, de Paul Leuquet, de Thierry Metz. Il réalise en 2000 six aciers : quatre de 1 × 2 m, un de 1,25 × 2,50 m et un de 1,50 × 3 m pour le château Durfort-Vivens à Margaux
Il sort en 2003, un recueil de texte Avez-vous des nouvelles de Monsieur de la Pérouse ? aux éditions Opale, publié avec le concours de la Région Aquitaine.
Paul Leuquet collaboration avec le groupe d'artistes du G5, qui donne lieu à une exposition avec Frao, Waldoo, 4004 & TAUPIN.

## Publications
- Joachim Du Bellay Divers jeux rustiques, Vialetay, 1962
- Les Besoins esthétiques de l’homme, faculté des sciences, 1979
- Monsieur Dubois ou les mémoires de mon ombre, Opales, 1995
- Des pas et des chemins, Opales, 1998
- Avez-vous des nouvelles de M. de la Pérouse ?, Opales, 2004